# Wappoltenreith
Wappoltenreith ist eine Ortschaft und eine Katastralgemeinde der Gemeinde Irnfritz-Messern im Bezirk Horn in Niederösterreich.

## Geschichte
Laut Adressbuch von Österreich waren im Jahr 1938 in der Ortsgemeinde Wappoltenreith zwei Gastwirte, ein Gemischtwarenhändler, ein Gemüsehändler, ein Schmied und zahlreiche Landwirte ansässig.

## Kulturdenkmäler

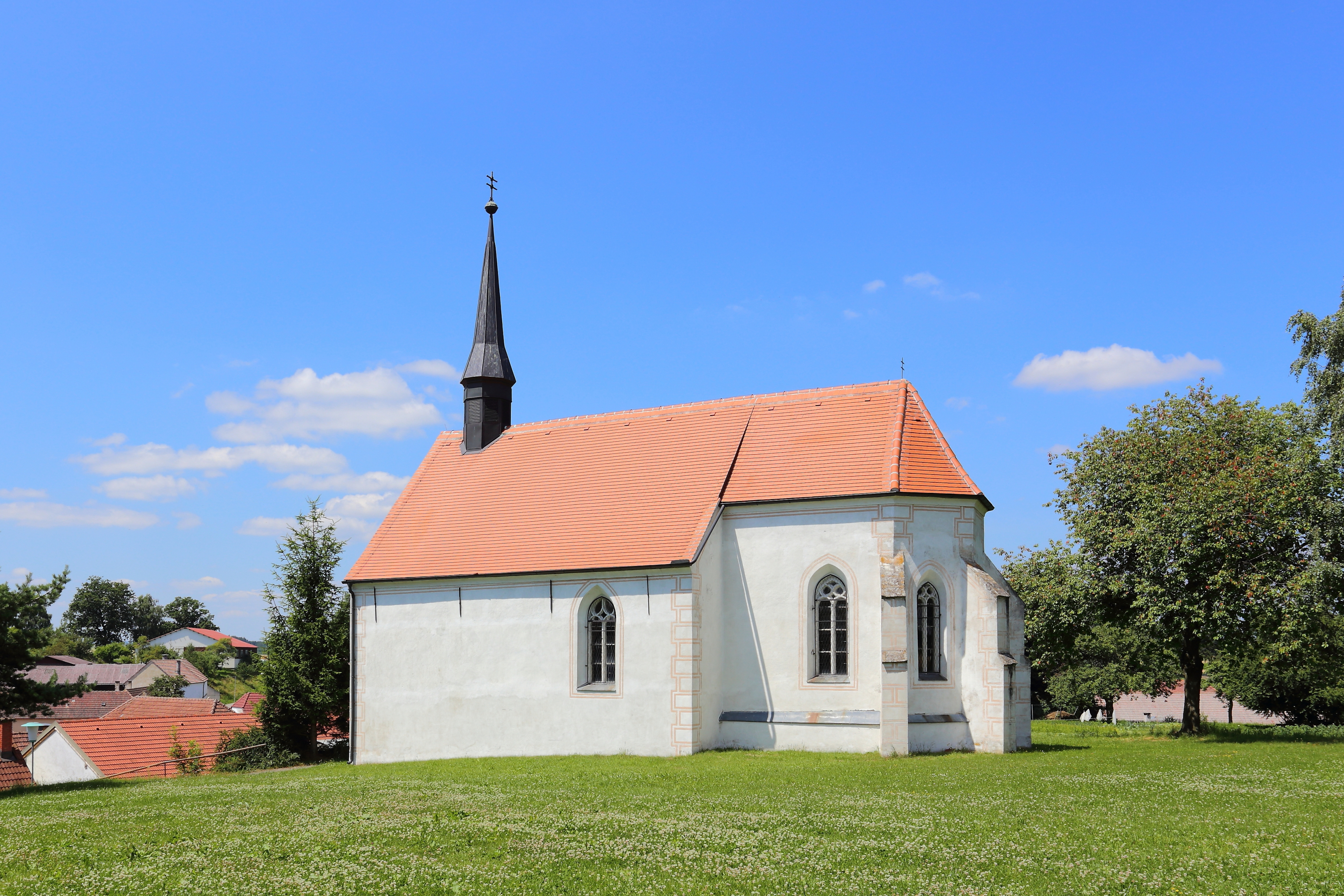
Filialkirche Wappoltenreith

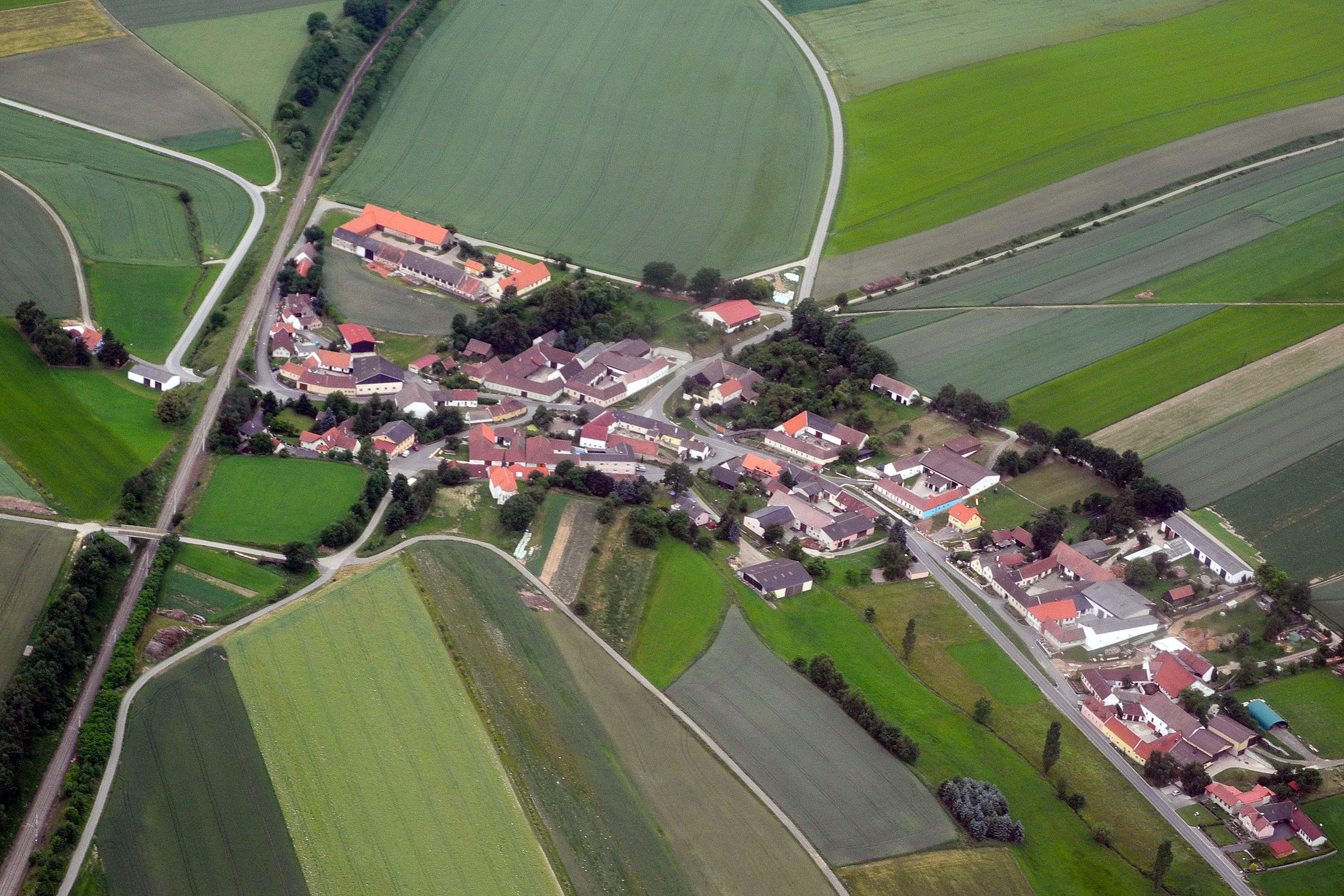
Wappoltenreith aus der Luft

Die Filialkirche Wappoltenreith, auf einem Hügel an Ortsrand gelegen, wurde zu Beginn des 16. Jahrhunderts gebaut. Es wird vermutet, dass sich zuvor an dieser Stelle eine Motte, das ist ein befestigter Turm aus Holz, befunden hat, jedoch ist dieser Bau urkundlich nicht belegt. Sie ist dem Schutzpatron Niederösterreichs, dem Heiligen Leopold, geweiht. Im Dachreiter der kleinen Kirche hängt eine Glocke aus dem Jahre 1516, die von Wolfgang Aschenprenner signiert ist. Aschenprenner ist der erste namentlich bekannte einer Reihe von Kremser Glockengießern. An dem verbürgten Entstehungsjahr der Glocke orientierte sich auch die 500-Jahr-Feier der Filialkirche im Jahr 2016. Ursprünglich gehörte sie zum Kloster Pernegg, seit 1756 ist sie Filialkirche der Pfarre Trabenreith.
Während die Kirche ursprünglich im spätgotischen Stil erbaut wurde, stammt der Hochaltar aus der frühen Barockzeit. Wie viele Barockaltäre in dieser Gegend ist er dreiteilig und ähnelt einem Flügelaltar. Er zeigt eine Schwarze Madonna im Zentrum, darüber eine Statue des Heiligen Leopold und jeweils eine Figur des Heiligen Augustinus und des Heiligen Norbert, Gründer des Prämonstratenserordens, an den Flügeln.

## Siedlungsentwicklung
Zum Jahreswechsel 1979/1980 befanden sich in der Katastralgemeinde Wappoltenreith insgesamt 56 Bauflächen mit 26.518 m² und 50 Gärten auf 41.296 m², 1989/1990 gab es 58 Bauflächen. 1999/2000 war die Zahl der Bauflächen auf 92 angewachsen und 2009/2010 bestanden 70 Gebäude auf 144 Bauflächen.

## Bodennutzung
Die Katastralgemeinde ist landwirtschaftlich geprägt. 348 Hektar wurden zum Jahreswechsel 1979/1980 landwirtschaftlich genutzt und 263 Hektar waren forstwirtschaftlich geführte Waldflächen. 1999/2000 wurde auf 346 Hektar Landwirtschaft betrieben und 266 Hektar waren als forstwirtschaftlich genutzte Flächen ausgewiesen. Ende 2018 waren 337 Hektar als landwirtschaftliche Flächen genutzt und Forstwirtschaft wurde auf 267 Hektar betrieben. Die durchschnittliche Bodenklimazahl von Wappoltenreith beträgt 37,2 (Stand 2010).

## Persönlichkeiten
- Josef Stini (1880–1958), österreichischer Geologe, wurde in Wappoltenreith geboren.